# GUADEC
La GUADEC (GNOME User and Developer European Conference en anglès) és una conferència anual d'abast europeu centrada en el desenvolupament i promoció de l'entorn d'escriptori GNOME.
La primera GUADEC va ser organitzada per en Mathieu Lacage com un acte puntual i atragué al voltant de 70 col·laboradors del GNOME. Fou el primer cop que molts d'ells es van conèixer en persona i, com que va considerar-se tot un èxit, va decidir-se donar-li una continuïtat anual en diferents ubicacions d'arreu d'Europa. Des de llavors, ha estat organitzada per iniciatives locals. La participació s'ha quintuplicat des de la primera conferència i, des del 2001, també ha estat possible seguir les xerrades en temps real des d'Internet.

## Llocs d'acollida
- 2000 París, (França)
- 2001 Copenhaguen, (Dinamarca)
- 2002 Sevilla, (Espanya)
- 2003 Dublín, (Irlanda)
- 2004 Kristiansand, (Noruega)
- 2005 Stuttgart, (Alemanya)
- 2006 Vilanova i la Geltrú, (Catalunya)
- 2007 Birmingham, (Anglaterra)
- 2008 Istanbul, (Turquia)
- 2009 Gran Canària, (Espanya)
- 2010 La Haia, (Països Baixos)
- 2011 Berlín, (Alemanya)
- 2012 La Corunya, (Espanya)
- 2013 Brno, (República Txeca)
- 2014 Estrasburg, (França)